# Macrostoria
Con il termine macrostoria si definisce una tipologia di storiografia che analizza gli avvenimenti storici prendendo in considerazione gli elementi di un contesto più ampio, come l'ambiente geografico, l'economia, le ideologie e la cultura.

## Approccio
L'approccio macrostorico esamina l'evoluzione di diverse società e organizzazioni statuali nel corso di un arco temporale esteso su più secoli, cercando di trarre conclusioni di carattere generale sulla base di dati economici, demografici, climatici et al. relativamente alle dinamiche comuni delle collettività umane. Il metodo macrostorico, diacronico e nomotetico, si contrappone a quello sincronico e ideografico della microstoria. Pur avendo dei meriti esso non è esente da criticità. Per esempio dipende su dati che possono essere incompleti o inesatti. Inoltre può condurre a delle semplificazioni o generalizzazioni dei fenomeni storici, letti esclusivamente in termini economici o di classe. L'approccio interdisciplinare della macrostoria e l'ampiezza del suo ambito di ricerca la accomunano a discipline quali la Sociologia storica, la World History e la Big History.